# Pando (Ruiloba)
Pando è una località del municipio di Ruiloba (Cantabria, Spagna). Nell'anno 2006 contava  una popolazione di 143 abitanti (INE). La località sorge  a 50 metri sopra il livello del mare, e a 2 kilometri ad est dalla capitale municipale, La Iglesia.
Dal suo patrimonio evidenzia il Monastero di San Giuseppe, un convento di appartenenza all'Ordine dei Carmelitani Scalzi. L'edificio è stato costruito nel XVIII secolo in stile barocco con facciata classica. Le monache che vi abitano si dedicano alla decorazione delle porcellane. Il paesaggio è tipico delle Asturie Santillana, con file di case con facciate in muratura di mattoni a vista e balconi in legno dipinto.